# FlixBus

Destinace Flixbus

FlixBus je německá značka provozující meziměstskou autobusovou dopravu v Evropě, Turecku a na americkém kontinentu. Značka zahájila svou činnost v roce 2013 po deregulaci německého trhu osobní přepravy. Vlastníkem značky FlixBus je Flix SE, která také provozuje vlakovou dopravu v Německu a ve Švédsku pod značkou FlixTrain.

## Počátky deregulace dálkové dopravy v Německu

### Deinbus
Od roku 1934 existoval v Německu zákon, který neumožňoval, aby se na trhu objevila firma konkurující železniční společnosti Deutsche Bahn. Ta tak v Německu držela monopol. Zákon téměř zakázal jakoukoliv dálkovou autobusovou dopravu a měl za úkol ochránit státní železniční společnost před konkurencí.[zdroj?] V březnu roku 2009 našli tři studenti Christian Janisch, Alexander Kuhr a Ingo Mayr-Knoch způsob jakým zákon obejít. Zákon totiž výrazně neomezoval příležitostnou autobusovou dopravu a nepředpokládal existenci trhu se sdílenými službami. Čtvrtého prosince 2009 uspořádali Janisch, Kuhr a Mayr-Knoch svou první „zájezdovou“ cestu mezi Frankfurtem nad Mohanem a Kolínem nad Rýnem a v autobuse nabídli za 12,5 eura spolujízdu dalším desítkám cestujících. Srovnatelná jízdenka na vlak tehdy stála kolem 64 eur.[zdroj?] Svou službu nazvali DeinBus.

### Soudní spor a změna zákona
Deutsche Bahn podal na společnost DeinBus žalobu, která vyvolala silný zájem medií a veřejnou diskuzi o stále uzákoněném monopolu Deutsche Bahn. Žaloba byla soudem zamítnuta a Deinbus mohl nadále rozvíjet své služby, ale zákon stále platil. Roku 2012 se německá vláda rozhodla přepracovat celý zákon o přepravě osob. Již na začátku následujícího roku začal platit nový zákon, který umožňoval vznik soukromých vnitrostátních dálkových autobusových linek. DeinBus měl nyní volnost pro svůj rozvoj, stejně jako řada dalších nově vznikajících společností. Mezi nimi byla i společnost FLIXBUS.

## Historie FlixBusu

### Vznik společnosti FlixBus
U vzniku společnosti FlixBus stáli, stejně jako u DeinBusu, tři mladí muži. Jednalo se o dva spolužáky – inženýra André Schwämmleina a informatika Daniela Krausse, a Kraussova pracovního kolegu Jochena Engerta. V roce 2011 založili společnost GoBus a postupně se připravovali na možné uvolnění trhu. Když uvolnění v roce 2013 opravdu přišlo, vyjeli 13. února 2013 na německé silnice jejich první autobusy, avšak již pod nový názvem FlixBus. V té době ještě s jinou grafikou a v modré barvě. Svůj provoz začínali se spoji mezi Mnichovem, Norimberkem a Erlangenem. Do konce roku vytvořili celoněmeckou síť svých spojů. K hlavním investorům FlixBusu patřily společnosti Daimler a Holtzbrinck Ventures.

### Cenová válka
Téměř ihned po otevření trhu se v Německu objevilo mnoho nových dopravců. Velké procento z nich bylo založeno silnými investory, kteří neváhali do nového byznysu silně investovat. Dopravci, zajištěni výraznými investory, kteří ale obvykle požadovali neustálý růst tržeb, se pustili do cenové války.[zdroj?] Ceny za jízdné dosáhly tak nízké úrovně, že mnozí dopravci byli nuceni ukončit činnost. Na konci roku 2014 ohlásila bankrot i společnost DeinBus. Díky investicím nakonec zcela neskončila, ale v současné době už pouze prodává jízdenky ostatních dopravců. Problémy s financemi začínal mít i FlixBus. Objem cestujících sice rostl, ale provoz nebyl ziskový.[zdroj?] Zakladatelé proto začali s hledáním dalšího investora.

### Spojení s MeinFernbus
Novým investorem se stala společnost General Atlantic. Díky její investici také došlo na začátku roku 2015 ke spojení FlixBusu se silnějším konkurentem – společností MeinFernbus. Tato společnost provozovala autobusy zelené barvy, s bílým názvem společnosti. Po krátké epizodě, kdy byly používány oba názvy spojených společností (název byl MeinFernbus Flixbus), došlo k ustálení jen na názvu FlixBus a grafická podoba společnosti se ustálila na zeleno-oranžové barvě v kombinaci s bílými nápisy.

### Evropská expanze
V roce 2016 spojené společnosti přepravily přes 20 milionů cestujících a růst pokračoval dále.[zdroj?] I díky převzetí dalších svých konkurentů FlixBus postupně obsadil svými linkami většinu států Západní Evropy. V domácím Německu zaujímá dominantní postavení a patří mu více než 90 % německého autobusového trhu. Na konci roku 2018 spolupracoval s více než 320 dopravními partnery s 8000 řidiči, kteří řídí přes 2000 autobusů po 30 zemích Evropy. Každý den na skoro 300 000 spojů přepraví cestující mezi 1800 destinacemi.[zdroj?]

### Síť vČesku
V roce 2014 FlixBus rozšířil svoji síť i do České republiky. Postupně začal nabízet různá spojení s okolními státy, především však s Německem. V polovině roku 2015 vstoupil FlixBus v ČR i na trh vnitrostátní dopravy. Začal nabízet linky z Prahy do Brna, Plzně či Českých Budějovic. Brzy přibyla spojení třeba na Slovensko, či do Chorvatska. Zásadním bodem expanze FlixBusu do Česka bylo otevření dalších striktně vnitrostátních linek v srpnu 2017. Největším konkurentem FlixBusu v Česku je společnost RegioJet českého podnikatele Radima Jančury. Nejdůležitějšími českým partnerem FlixBusu při vstupu do České republiky byla autobusová společnost Umbrella bývalého českého fotbalisty Pavla Steinera a společnost ICOM, v roce 2023 FlixBus v Česku spolupracuje s firmami: Alva Tour, Blaguss, Enjoy Europe, ICOM transport, Gumdrop, H+S Busi, Tourbus, Umbrella Mobility a UMSE, slovenskými partnery společnosti jsou DAFTour, Turancar. 

## FlixTrain
FlixMobility si srpnu roku 2017 zaregistrovala značku FlixTrain. Za pomoci českého dopravce Leo Express, který předtím získal insolventní společnost Locomore, spustila přepravu na trase Berlín – Stuttgart.[kdy?] Od 23. března 2018 nabízí Flixtrain také spojení mezi Hamburkem a Kolínem nad Rýnem, které bylo dříve provozováno pod názvem Hamburg-Cologne-Express (HKX). Provozovatelem tohoto spojení je společnost Bahntouristikexpress. Od dubna 2018 jsou všechny vlaky FlixTrain v jednotném vzhledu, který je velmi podobný autobusům. V únoru 2019 byl oznámen plán na rozšíření provozu na trasu Berlín – Kolín nad Rýnem.[zdroj?] V roce 2019 byl FlixTrain jediným konkurentem Deutsche Bahn na německém trhu dálkové železniční dopravy.